# Xã Franklin, Quận Johnson, Indiana
Xã Franklin (tiếng Anh: Franklin Township) là một xã thuộc quận Johnson, tiểu bang Indiana, Hoa Kỳ. Năm 2010, dân số của xã này là 20.685 người.